# Долежил, Метод
Метод Долежил (чеш. Metod Doležil; 15 октября 1885, Гросс-Кунчиц, Австро-Венгрия, ныне Кунчице-под-Ондржейником, район Фридек-Мистек, Чехия — 10 октября 1971, Прага) — чешский хоровой дирижёр и музыкальный педагог.
Сын школьного учителя Йозефа Долежила (1848—1928). Окончил гимназию в Ольмюце (1900), одновременно пел в хоре мальчиков Собора Святого Вацлава, учился гармонии и игре на фортепиано у хормейстера собора Йозефа Нешверы. В 1904 году окончил педагогическую семинарию в Кромержиже как музыкальный педагог, учился у Фердинанда Ваха (пение и орган) и Станислава Шулы (скрипка). В 1904—1906 гг. преподавал в школе в деревне Скрбень, затем в течение года на военной службе, в 1907—1909 гг. учитель в Ольмюце. В 1909—1911 гг. учился в Пражской консерватории у Франтишека Спилки (дирижирование), Карела Штекера и Витезслава Новака (композиция).
В 1911—1914 гг. преподавал музыку в различных учебных заведениях Праги. Одновременно в 1912—1914 гг. возглавлял Певческое общество пражских учительниц. В 1914—1918 гг. участник Первой мировой войны, был ранен. Затем вернулся к руководству хором учительниц, а в 1923—1958 гг. возглавлял аналогичное Певческое общество пражских учителей. В 1920—1945 гг. профессор хорового пения и теории музыки Пражской консерватории, с 1935 года одновременно преподавал теорию музыки на философском факультете Карлова университета. С 1946 года профессор Академии музыкального искусства, первый декан музыкального факультета (до 1948 г.), заведующий кафедрой сольного пения и оперной режиссуры (1949—1952), проректор (1952—1958). Среди учеников Долежила дирижёры Вацлав Йирачек и Йозеф Даниэль, композитор Карел Купка и другие чешские музыканты.
Автор учебника «Интонация и основы ритма» (чеш. Intonace a elementární rytmus; 1921, 16-е издание 1979). В годы учёбы в консерватории написал ряд музыкальных произведений, в том числе музыку к двум детским пьесам Войтешки Бальдессари. Эпизодически обращался к композиции и в дальнейшем (в частности, в 1931 году опубликовал «Облака» для детского хора и фортепиано на слова Ярослава Врхлицкого).